# Lê Thế Tông
Lê Thế Tông (chữ Hán: 黎世宗 1567 - 12 tháng 10 năm 1599), tên húy là Lê Duy Đàm (黎維潭), là vị hoàng đế thứ tư của Hoàng triều Lê - giai đoạn Trung hưng và thứ 15 của triều Hậu Lê nước Đại Việt, ở ngôi từ năm 1573 đến năm 1599. Ông là hoàng đế nhà Lê đầu tiên trở lại nhập chủ Thăng Long sau 66 năm nhà Lê Sơ bị họ Mạc cướp ngôi (1527-1593) và hoàn thành công cuộc trung hưng vương triều.
Ông là con thứ năm của Lê Anh Tông, sinh ra trong thời kỳ Nam - Bắc triều. Năm 1573, Anh Tông thấy Tả tướng Trịnh Tùng chuyên quyền, bèn cùng 4 hoàng tử lớn bỏ hành cung Vạn Lại trốn ra Nghệ An. Đúng ngày đầu năm mới 1573, Trịnh Tùng lập Lê Duy Đàm mới 5 tuổi lên ngôi hoàng đế, 3 tuần sau Trịnh Tùng sai Tống Đức Vị ngầm giết Anh Tông. Thời kỳ Thế Tông tại vị, Trịnh Tùng nắm toàn bộ quyền quân quốc, tiếp tục tiến hành cuộc chiến với nhà Mạc ở Đông Kinh. Sau nhiều chiến dịch lớn, năm 1592 Trịnh Tùng đánh bại quân Mạc, lấy lại Đông Kinh và rước Thế Tông về kinh đô cũ. Do vậy, quốc sử Đại Việt do chúa Trịnh chỉ đạo biên soạn xem Lê Thế Tông là vua có công khôi phục cơ nghiệp nhà Hậu Lê.
Trên thực tế, dù nhà Lê được tái lập nhưng quyền lực thực sự đã rơi vào tay Trịnh Tùng, nhà vua chỉ còn lại hư vị. Năm 1599, Thế Tông phong Trịnh Tùng làm Bình An vương, bắt đầu một thời kỳ được gọi là thời vua Lê - chúa Trịnh. Ngày 24 tháng 8 âm lịch năm 1599, Thế Tông mất, ở ngôi được 26 năm, thọ 33 tuổi, táng tại Hoa Nhạc lăng (華岳陵). Sau cái chết của ông, con thứ tư của ông là Lê Duy Tân được Trịnh Tùng đưa lên ngôi vua, tức vua Lê Kính Tông.

## Thân thế
Lê Duy Đàm sinh vào tháng 11 năm Chính Trị thứ 10 (tức năm 1567), là con thứ năm của Lê Anh Tông, được nuôi dưỡng ở xã Quảng Thi, huyện Thụy Nguyên. Khi Anh Tông vì mưu giết Trịnh Tùng không thành phải chạy ra Nghệ An, hoàng tử Đàm vì còn nhỏ nên không đi theo được. Bấy giờ, Tả tướng Trịnh Tùng đón hoàng tử Đàm về lập làm vua, lấy ngày sinh làm Dương Nguyên thánh tiết.

## Giai đoạn Gia Thái (1573-1577)
Ngày 1 tháng 1 năm Quý Dậu (1573), Trịnh Tùng cùng bá quan văn võ tôn hoàng tử Lê Duy Đàm lên ngôi hoàng đế, đổi niên hiệu Hồng Phúc làm Gia Thái năm thứ nhất, và ban lời đại cáo rằng:
Ta nghe thượng đế mở rộng công nuôi dưỡng muôn loài, tất ngay dịp xuân mà ban ân đức, vương giả giữ gìn buổi đầu tức vị, phải ra mệnh lệnh dụ bảo thần dân. Trên dưới hợp nhau, đồng lòng một chí. Nước nhà ta, nhân thời cơ mà mở vận, gây dựng nước bằng lòng nhân.

Một tổ khai sáng đầu tiên, các thánh kế nối sau mãi, truyền nhau chính thống đã hơn một trăm năm. Vừa rồi, gặp cơn vận ách, giềng mối rối tung. May nhờ lòng người còn theo, mệnh trời còn đó. Thánh phụ hoàng thương ta là dòng dõi nhà vua, nối cơ đồ của tông tổ, khôi phục nghiệp lớn, trải hơn mười tám năm. Ngày 26 tháng 2, bị kẻ gian là bọn Cảnh Hấp, Đình Ngạn gièm pha, ly gián, đến nỗi xa giá phiêu giạt ra ngoài, thần dân trong nước không chỗ nương tựa. Ta là con thứ năm của hoàng phụ, đương tuổi thơ non nớt, nối nghiệp lớn khó khăn, chỉ sợ không cáng đáng nổi. Nhưng trên vâng mệnh trời yêu mến, dưới theo lòng người suy tôn, từ chối không được, nên vào ngày mồng một tháng 1 năm nay, ta đã lên ngôi, đặt niên hiệu là Gia Thái năm thứ 1, thực là nhờ được đại thần Tả tướng Thái uý Trường quận công Trịnh Tùng và các quan văn võ đồng lòng giúp sức để dẹp yên xã tắc. Vậy ban chiếu mệnh 6 điều để các nơi gần xa được biết:
1. Người dân nào bị nạn binh lửa không còn tài sản gì đều được tha tạp dịch.
2. Dân nghèo xiêu dạt cho về quê cũ, và được tha thuế khóa, sai dịch.
3. Các nha môn trong ngoài nếu có người tù bị giam nào tội nhẹ thì thả cho ra.
4. Các quan văn võ người nào có công thì cho thăng tước một bậc.
5. Con cháu các quan viên, người nào bị oan khuất, kìm hãm, thì cho làm bản tâu lên, sẽ tùy theo tài năng mà bổ dụng.

Các nha môn trong ngoài hãy kính theo đó mà thi hành.
Bấy giờ, Anh Tông còn đang ở Nghệ An, được tháp tùng bởi các hoàng tử Bách, Lựu, Ngạnh, Tùng. Trịnh Tùng sai bọn Nguyễn Hữu Liêu đem quân đuổi theo vào Nghệ An. Anh Tông thấy có quân đuổi theo, liền vội trốn vào ruộng mía, nhưng lại bị Nguyễn Hữu Liêu tìm thấy được. Hữu Liêu cùng mấy người quỳ lạy xuống nói:
Xin bệ hạ mau mau vào cung! Để cho tôi con trong nước được thỏa ý mong muốn. Chúng tôi chẳng ai dám có ý gì khác.
Họ bèn dùng bốn con voi đực đón Anh Tông hồi kinh. Trịnh Tùng sai quận Bảng Tống Đức Vị ngày đêm hầu ở bên nhà vua. Ngày 22 tháng giêng âm lịch, đi đến Lôi Dương. Đức Vị ngầm bức bách giết chết Anh Tông, rồi vờ nói phao lên rằng là Anh Tông tự thắt cổ tự vẫn.
Thế Tông lên ngôi, phong cho Trịnh Tùng làm Đô tướng tiết chế các doanh quân thủy quân bộ ở các xứ kiêm giữ việc quân việc nước quan trọng. Phàm các sự vụ cơ mật quốc gia đều tự Trịnh Tùng xử quyết trước rồi sau mới tâu. Trịnh Tùng lại dùng Vũ Công Kỷ làm hữu tướng, 3 người Hoàng Đình Ái, Vũ Sư Thước và Nguyễn Hữu Liêu làm Thái phó, và phong cho Trịnh Đỗ làm Thái bảo Ngạn quận công, Hùng Trà hầu Hà Thọ Lộc là Lâm quận công. Trịnh Tùng cũng sai sứ mang sắc thư vào Thuận Hóa phong Đoan quận công Nguyễn Hoàng làm Thái phó, sai chứa thóc để việc phòng thủ nơi biên giới được đầy đủ, vững chắc. Còn tiền sai dư thì hàng năm phải nộp 400 cân bạc, 500 tấm lụa.
Vào tháng 7 năm 1573, nhà Mạc lại đem quân đánh vào An Tràng. Quan quân bên Lê đều rút vào trong lũy để giả vờ tỏ ra là mình yếu. Quân Mạc lại đắp thêm lũy đất. Đến khi quân Mạc sắp sửa qua đò ở Đoạn Trạch, Trịnh Tùng tung thủy quân chia ra đánh. Quân Mạc bị thua nên phải tháo lui. Sang tháng 10, nhà vua cho Vũ Công Kỷ trở về trấn thủ Đại Đồng. Trước kia, Công Kỷ từ Đại Đồng vào yết kiến, đi đánh Mạc, nhiều lần lập được chiến công. Đến đây, triều đình cho rằng dân ở địa phương chưa được yên tĩnh, nên lại sai Công Kỷ quản lĩnh quân bản bộ trở về trấn thủ Đại Đồng.
Tháng 6 năm 1574, nhà Mạc sai tướng Nguyễn Quyện đánh vào Nghệ An. Các huyện Anh Đô, Diễn Châu của Nghệ An đều bị rơi vào tầm kiểm soát của nhà Mạc. Trấn thủ Nghệ An là Nguyễn Bá Quýnh sợ bóng gió, chạy trốn trước. Quận Hoành (không rõ tên) giao chiến với quân Mạc nhiều lần không có kết quả gì, lại thấy quân lính nhiều người bỏ trốn, Quận Hoành bèn cho người làm vòng sắt khóa chân quân lính vào thuyền. Quân Mạc đuổi đến, họ cũng không chịu đánh. Quận Hoành bèn bỏ thuyền lên bờ chạy trốn. Chạy đến châu Bố Chính, thì Quận Hoành bị Nguyễn Quyện bắt về Kinh Ấp rồi bị giết. Trịnh Tùng nhân đó sai Tấn quận công Nguyễn Cảnh Hoan và Lai quận công Phan Công Tích đem quân đến cứu. Nguyễn Cảnh Hoan cầm cự với Nguyễn Quyện đến vài tháng thì Quyện rút lui, Trịnh Mô cũng thu quân về Thanh Hoa.
Bấy giờ tuy nhà vua trên danh nghĩa là chủ nhưng thực tế thì Trịnh Tùng nắm hết mọi quyền trong ngoài, còn vua chỉ có hư vị. Trịnh Vĩnh Thiệu, Trịnh Bách và Lương quận công vì thấy Tùng quyền to quá, mới ngầm mưu sát hại. Rủi thay việc bại lộ, cả mấy người đều bị bắt hạ ngục để xử tội. Vợ của Trịnh Kiểm là Nguyễn thị, tức mẹ Trịnh Tùng, ra sức cứu gỡ, mấy người mới được khỏi tội, nhưng bị tước quyền.
Quân Mạc nhiều lần nam tiến, thanh thế rất mạnh. Tướng nhà Mạc là Nguyễn Quyện, tháng 8 năm 1575 bắt được Phan Công Tích, đến năm sau lại bắt được tướng giỏi nhà Lê là Nguyễn Cảnh Hoan.
Năm 1577, đặt Chế khoa chọn người tài. Sau chọn được Lê Trạc Tú cùng hai người khác: người đỗ đệ nhất giáp Chế khoa xuất thân, Hồ Bỉnh Quốc cùng một người khác đỗ đệ nhị giáp đồng Chế khoa xuất thân. Sang tháng 7, Thế Tông hạ chiếu ra lệnh cho dân cư các huyện dọc sông xứ Thanh Hoa, thu xếp của cải và gia súc, đưa vợ con vào lánh ở nơi hiểm yếu dưới chân núi để phòng quân Mạc đến. Hạ lệnh cho các cửa biển và điểm tuần các nơi dọc đường đều đặt pháo hiệu. Nếu thấy quân Mạc tới thì lập tức bắn một tiếng pháo hiệu làm tin, để cho cư dân nghe lệnh, sẵn sàng lánh đi chỗ khác, không để quân Mạc giết hại. Nhà vua cũng hạ lệnh cho vùng chân núi các huyện nếu thấy dân xã ven sông đưa trâu bò gia súc chạy đến với xã mình thì phải nghiêm ngặt tuần phòng, nếu có trộm cướp phải đem người đến cứu. Nếu không đến cứu, để mất mát tiền của súc vật của cư dân thì địa phương ấy phải chia nhau mà đền. Đến tháng 8, Mạc Kính Điển đem quân đánh tới sông Đồng Cổ, nhưng lại bị Trịnh Tùng đánh bại, phải rút chạy về Thăng Long.
Tháng 11, có sao chổi lớn xuất hiện, bay về hướng đông nam, nhiều người kinh sợ. Thế Tông hạ chiếu đổi năm sau làm năm Quang Hưng thứ nhất.

## Giai đoạn Quang Hưng (1578-1599)

### Chống giữ
Giai đoạn từ năm 1573 đến năm 1583 do việc nội bộ chưa yên nên Nam triều chủ yếu lo việc phòng thủ quân Mạc, còn nhà Mạc thì liên tiếp mở các cuộc tấn công xuống phía nam nhưng đều không thu được kết quả. Trong lúc đó, trụ cột nhà Mạc là Mạc Kính Điển đã chết, Mạc Mậu Hợp bỏ bê chính sự, thế lực Bắc triều ngày càng suy yếu.
Năm 1583, Trịnh Tùng xem thế quân mình đã mạnh bèn kéo ra Sơn Nam, đánh các huyện Yên Mô, Yên Khang gặt lúa rồi lại kéo về. Sang mùa xuân năm 1584, Trịnh Tùng kéo quân ra Trường Yên, rồi lại tiến quân đi tuần ở Thiên Quan. Vì Ngô Cảnh Hựu rút quân về trước, nên Trịnh Tùng liền đó rút quân quay về, dâng biểu xin giáng chức Cảnh Hựu xuống hai tư. Mùa xuân năm 1585, Trịnh Tùng chính mình đốc suất đại quân, kéo ra Thiên Quan, đánh phá các huyện Mỹ Lương, Thạch Thất và An Sơn, lược định mặt Tây đạo. Đóng quân ở Sài Sơn, để tì tướng là quận Chiêu đóng đồn ở Hoàng Xá. Quân Mạc truy kích quận Chiêu bị chết trận, Tùng thấy không lợi rút quân về.
Mùa hạ năm 1587, Thái phó Vệ Dương hầu Trịnh Bách là bà con họ Trịnh, trước đó đã từng đồng mưu với Lê Cập Đệ hãm hại Trịnh Tùng nhưng được tha; đến đây lại nuôi kẻ đồng cốt làm thuật phép yêu quái và định táng mả cha vào nơi cấm địa, nên Tùng mới sai người thắt cổ giết chết Bách. Mùa đông năm đó, Trịnh Tùng lại xuất quân ra bắc, đánh phá các huyện Trường Yên, Thiên Quan, bèn tiến quân ra vùng tây nam, đến huyện Mỹ Lương. Nhà Mạc sai Mạc Ngọc Liễn dẫn quân từ huyện An Sơn; Nguyễn Quyện từ huyện Chương Đức vượt sông Do Lễ đến kháng cự. Trịnh Tùng biết được kế chặn đường lương của họ Mạc, bèn sai đại tướng Hoàng Đình Ái cấp tốc đang đêm tiến lén về để giữ Thanh Hoa, Hà Thọ Lộc và Ngô Cảnh Hựu ở lại canh giữ binh lương ở phía sau. Lại cử Nguyễn Hữu Liêu và Trịnh Đỗ, từ đường phía tả, xuất quân đi cầm cự với Mạc Ngọc Liễn để phân tán thế lực của địch. Còn bản thân Trịnh Tùng đốc quân do đường bên phải kéo ra, tiến đánh Nguyễn Quyện. Quân Mạc bị thua trận, tổn hại rất nhiều. Hôm sau, quân Nam triều tấn công các huyện An Sơn, Thạch Thất; tuy nhiên khi đó đã là cuối năm nên Trịnh Tùng rút quân về.
Mùa đông năm 1588, Trịnh Tùng kéo quân đánh phá Trường Yên và Thiên Quan, vượt sông Chính Đại, mà bắc tiến. Trịnh Tùng đóng quân ở trại Dương Vũ hơn một trận, rồi giả vờ đốt trại rút quân. Quân Mạc thừa cơ đuổi tới thì trúng vào ổ mai phục và thảm bại. Quân Lê lui về núi Tam Điệp, hạ lệnh cho quân bố trí phòng thủ ở cửa biển Linh Trường để chặn thuyền giặc kéo tới.
Mùa đông năm 1589, Trịnh Tùng lại dẫn quân tấn công huyện Trường Yên. Nhà Mạc sai Mạc Đôn Nhượng đóng quân ở Yên Mô tiếp chiến. Trịnh Tùng bàn mưu với các tướng: "Nay họ Mạc đem hết đại binh tới, chỉ cốt giao chiến với ta để quyết một trận sống mái. Quân địch nhiều, quân ta ít, thế mạnh yếu khác nhau. Nhưng ta đã ở vào đất hiểm, hẳn giặc không làm gì được. Binh pháp có nói: một người giữ chỗ hiểm, ngàn người không địch nổi, là thế đó. Ta nên giả cách rút quân, để dắt chúng vào chỗ hiểm. Nó tất khinh ta, đem hết quân đuổi theo. Ta dùng trọng binh đánh úp, ắt sẽ phá được". Vào canh ba đêm đó, ông sai Nguyễn Hữu Liêu mai phục ở chân núi; Trịnh Đỗ, Trịnh Đồng nhử giặc vào ổ mai phục; và lại giả bộ lui binh. Quân Mạc quả nhiên trúng mai phục, tử trận 1000 người, 600 người bị bắt. Trịnh Tùng thắng trận, lại đưa quân về Thanh Hóa.

### Giành lại Đông Kinh

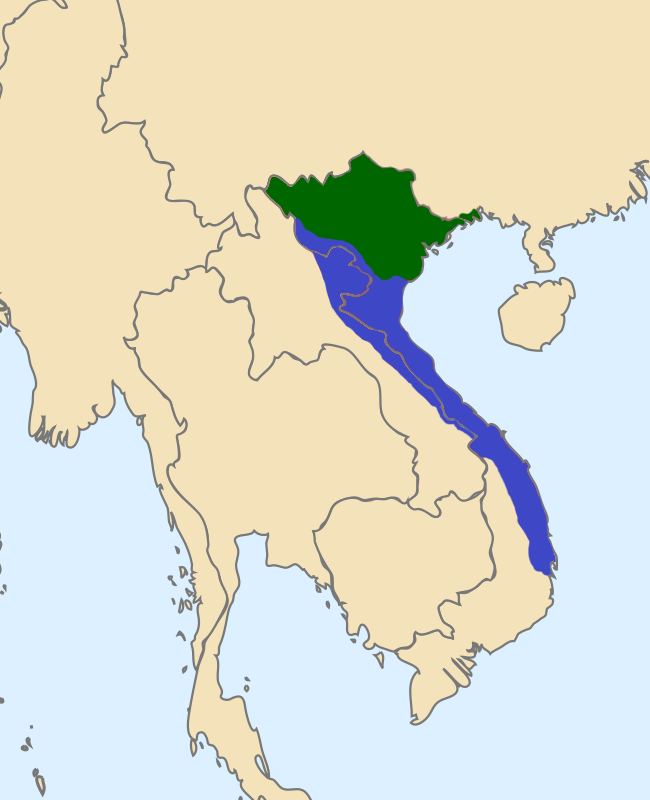
Tình hình Đại Việt trước khi Trịnh Tùng bắc phạt. Họ Mạc Bắc triều vẫn nắm giữ vùng núi và vùng châu thổ sông Hồng, trong khi Nam triều nắm giữ các vùng đất từ Thanh Hóa trở vào.

Ngày 3 tháng 12 năm 1592, Trịnh Tùng bàn việc ra quân Bắc phạt với quy mô lớn; sai quận Diễn Trịnh Văn Hải và quận Thái Nguyễn Thất Lý, quản lãnh quân thủy, quân bộ, trấn thủ những nơi hiểm yếu ở các cửa biển; quận Thọ Lê Hòa kiêm coi võ sĩ trong ngoài thuộc bốn vệ theo hầu vua Thế Tông và hộ vệ ngự doanh. Ông điều động 5 vạn quân, phân làm năm lộ sai Nguyễn Hữu Liêu, Hoàng Đình Ái, Hà Thọ Lộc, Ngô Cảnh Hựu chia nhau quản lãnh. Bản thân Trịnh Tùng dẫn 2 vạn binh trung quân kéo ra Tây Đô, theo đường Quảng Bình qua huyện Thiên Quan, hơn mười hôm thì đến núi Mã Yên, rồi tiến ra huyện Ma Nghĩa. Các lộ An Sơn, Thạch Thất, Phúc Lộc, Tân Phong đều nhanh chóng thất thủ; Trịnh Tùng đóng quân ở Tốt Lâm. Mạc Mậu Hợp kinh hoàng, vội điều hết binh mã được khoảng 10 vạn, đích thân làm tướng tiến đến xã Phấn Thượng, kháng cự với vương sư. Trịnh Tùng sai Hoàng Đình Ái ra đánh, giết được tướng Mạc là quận Khuông và quận Tân. Quan quân thừa thế đánh mạnh; Trịnh Tùng cũng đích thân ra đốc chiến, quân Lê đuổi quân Mạc đến Giang Cao, chém hơn 1 vạn thủ cấp.
Trịnh Tùng đóng trại ở Hoàng Xá, sai quân vượt sông Cù, phá được nhiều thành lũy. Nhân đà thắng lớn, ông sai quân tiến đến phía nam thành Đông Kinh, phóng hỏa đốt nhà cửa. Người trong kinh thành chạy trốn lưu li, ngoài đường vang tiếng khóc; nhiều người tranh nhau vượt sông mà chạy, chết đuổi rất nhiều. Bấy giờ đã đến Tết Nguyên Đán; Trịnh Tùng cho quân nghỉ ngơi ăn Tết, hẹn ngày thu phục kinh thành. Sau khi ăn Tết, Trịnh Tùng lập đàn, tế cáo trời đất và tiên đế nhà Lê, đặt ra ba điều nghiêm cấm tướng sĩ; rồi tiến quân vào Đông Kinh. Quân đi đến đâu, nhân dân tranh nhau đem rượu và trâu bò đến đón. Khi quân Lê tiến đến chùa Thiên Xuân, Mạc Mậu Hợp đã bỏ chạy qua sông Nhị, đóng ở xã Thổ Khói. Quan quân qua sông Tô Lịch, đến cống Mọc, đóng quân ở Xạ Đôi. Trịnh Tùng sai Hoàng Đình Ái, Nguyễn Hữu Liêu quản lĩnh quân và voi, hẹn ngày phá thành; còn bản thân đốc quân tiến đến phường Hồng Mai. Mạc Mậu Hợp ở bờ bắc sông Nhị ra sức củng cố lực lượng, nội ứng ngoại hiệp với quân trong thành. Nguyễn Quyện đặt mai phục ở ô cầu Giền. Hai quân giao chiến từ giờ Tị đến giờ Mùi; Trịnh Tùng đích thân đốc suất tướng sĩ. Quân Lê xuyên qua lũy, trèo lên thành, đua nhau xông lên trước, đánh phá được ba lần cửa lũy ở ngoài thành. Quân Mạc tan vỡ, Bùi Văn Khuê, Trần Bách Niên và Mạc Ngọc Liễn bỏ chạy; quan quân lùi voi phá cầu; đánh bại phục binh của Nguyễn Quyện; bắt sống được Quyện. Trịnh Tùng thân hành cởi trói cho Quyện, đối đãi bằng lễ tiếp khách và yên ủi cho đến điều. Quyện hổ thẹn, vội phục xuống đất. Thây giặc chồng chất lên nhau, tổng cộng hơn 1000 người bị giết; Mạc Mậu Hợp thu thập tàn quân cố thủ dọc sông.
Trịnh Tùng tuy đánh thắng liên tục nhưng do lực lượng chưa đủ nên đành lui về Thanh Hóa; lại hỏi kế của Nguyễn Quyện. Nguyễn Quyện tìm cách hoãn binh để giúp họ Mạc, nên khuyên sang phẳng lũy đất thành khiến cho nhà Mạc dù có quay về cũng không còn gì để làm căn cứ được nữa, ông nghe theo. Mùa thu năm đó, tướng Bùi Văn Khuê vì bị Mạc Mậu Hợp mưu giết nên đem quân thủy dưới trướng theo về với vương sư. Trịnh Tùng nhận hàng, sai Hoàng Đình Ái làm tiên phong, đến làng Bái và làng Đình thì Văn Khuê đem quân bản bộ ra đón tiếp. Đình Ái sai Văn Khuê tiến quân đóng giữ bến đò Đàm Giang. Quân Mạc bèn lui giữ sông Thiên Phái. Tùng quản đốc đại quân kéo ra Trường Yên, tiếp đãi Bùi Văn Khuê phong tước quận công và sai cầm quân đánh họ Mạc. Quân Lê-Trịnh đến núi Kẽm Trống đóng trại, Tùng sai Khuê lén dời binh thuyền ra cửa sông, rồi trên và dưới cùng đánh kẹp lại. Quân Mạc tan vỡ, tướng Trần Bách Niên đầu hàng.
Tháng 11 âm lịch, mùa đông, Trịnh Tùng tiến đóng Bình Lục, rồi kéo đến bãi Tinh Thần thuộc Thanh Oai, đóng dinh trại; sau đó tiến ra cửa sông Hát; đánh bại tướng Mạc Ngọc Liễn, Ngọc Liễn phải chạy qua Tam Đảo. Quan quân đuổi đến chân thành Đông Kinh, Mạc Mậu Hợp hốt hoảng chạy sang Kim Thành (Hải Dương). Trịnh Tùng phủ dụ quân dân, cấm quân sĩ xâm phạm dân chúng; các huyện Thuận An, Tam Đái, Thượng Hồng đều hàng phục cả. Lại sai quân đánh sang Kim Thành; Mạc Mậu Hợp bỏ trốn; quân Lê bắt được Thái hậu nhà Mạc và thu được nhiều của cải, châu báu. Mạc Mậu Hợp bèn lập con là Mạc Toàn làm vua, bản thân tự làm tướng, quản đốc binh mã chống giữ.
Trịnh Tùng lại phá được Mạc Kính Chỉ ở Thanh Hà, các quan nhà Mạc lũ lượt ra hàng. Tùng tiến đóng quân doanh tại xã Tranh Giang thuộc Vĩnh Lại; sai Phạm Văn Khoái thu phục các huyện Kinh Bắc. Mạc Mậu Hợp bỏ trốn vào chùa rồi bị bắt sống, đem bêu ba ngày rồi chém đầu ở Bồ Đề; đóng đinh vào hai mắt, bêu ở chợ. Trịnh Tùng dời bản doanh về phía nam kinh đô. Không lâu sau, mùa xuân năm 1593, Mạc Kính Chỉ là con của Mạc Kính Điển tập hợp được 6, 7 vạn quân; lên ngôi ở xã Nam Giản, huyện Chí Linh; Mạc Toàn và nhiều bề tôi dẫn nhau đến quy phục. Trịnh Tùng được tin, sai Nguyễn Thất Lý, Bùi Văn Khuê và Ngô Đình Nga tiến đánh; bị bại trận; các huyện ở Hải Dương và Kinh Bắc lại quy phục họ Mạc.
Trịnh Tùng sợ để lâu sinh biến, liền sai Hoàng Đình Ái dẫn lực lượng lớn đi tiễu phạt tiến đến Cẩm Giàng. Kính Chỉ dốc hết quân ra giữ Thanh Lâm, lấy một dãy Hàm Giang làm chỗ phân chia Nam, Bắc. Hai bên luôn luôn huy động quân đội để chống giữ; lâu ngày không phân thắng bại. Tùng bèn đích thân dẫn quân qua sông Nhị, đêm ngày đi gấp đường, đến Cẩm Giàng, cử Hoàng Đình Ái thống lãnh tướng sĩ các dinh, tiến đến Thanh Lâm để đánh vào phía hạ lưu; Trịnh Tùng thân đốc đại binh để đánh phía thượng lưu; Nguyễn Hữu Liêu thống suất quân thủy để bao vây và đón chặn đường đi cửa của quân Mạc. Quân Mạc tan vỡ, bọn Kính Chỉ cùng Kính Thành, Lý Hựu, Kính Phu, Kính Thận, Kính Giản, Kính Tuân (đều là con của Mạc Kính Điển, có cả Mạc Toàn và hơn 60 người đến chém đầu ở bến Thảo Tân. Nhà Mạc kể từ Thái Tổ Mạc Đăng Dung lên ngôi năm 1527 đến đây thì tan rã sau 67 năm.

### Đối phó dư đảng họ Mạc
Trịnh Tùng cho sửa sang cung điện trong kinh thành, một tháng thì hoàn thành; bèn sai người đến Tây Đô đón xa giá về kinh. Mùa hạ năm đó, Thế Tông đến kinh đô. Ngày 16 tháng 5, ngự ở tòa chính điện, nhận lễ mừng của bách quan, đại xá thiên hạ, gia phong cho những ai có công. Nhà Lê kể từ khi mất ngôi năm 1527 đến đây mới được trở về chốn xưa nhưng vị thế đã không còn được như trước nữa.
Mùa hạ năm 1593, Nguyễn Hoàng vào chầu vua Lê, dâng nộp sổ sách hai xứ Thuận, Quảng; được phong làm Trung quân Đô đốc phủ Tả đô đốc Chương phủ sứ Thái úy Đoan quốc công, lĩnh quân dẹp giặc cướp ở Sơn Nam, Hải Dương. Cũng năm đó, tướng Mạc Ngọc Liễn lập con của Mạc Kính Điển là Đôn Hậu vương Mạc Kính Cung lên làm vua, cải nguyên Càn Thống. Dư đảng họ Mạc lục tục kéo về hưởng ứng, thế lực nhà Mạc lại mạnh lên, kiểm soát bờ bắc sông Nhị. Ngày 24 tháng 4, Trịnh Tùng đích thân dẫn quân chia quân đánh dẹp, đảng họ Mạc tan chạy. Hải Dương, Sơn Nam cũng dẹp yên dần. Trịnh Tùng sai các tướng đem quân chia giữ các phủ Thượng Hồng, Hạ Hồng, Khoái Châu, Thuận An, Từ Sơn. Lại ra lệnh cho dân xiêu tán ở các huyện trở về nguyên quán yên nghiệp.
Năm 1594, Mạc Ngọc Liễn đưa Mạc Kính Cung chạy ra huyện An Bắc; Trịnh Tùng sai Hoàng Đình Ái tới đánh; Ngọc Liễn chạy sang Tư Minh xin xưng thần với nhà Minh. Hoàng Đình Ái đánh dẹp các vùng phía bắc sông Nhị, giết được nhiều tông thất nhà Mạc. Trong khi đó vào tháng 6, người xã Vũ Lăng, huyện Tiên Minh là Vũ Đăng dấy binh chiếm giữ huyện Siêu Loại, tụ tập bè đảng, tự xưng là La Bình hoàng đế; nhưng nhanh chóng bị bắt giết. Lúc đó Mạc Ngọc Liễn bệnh chết, có thư khuyên Mạc Kính Cung đừng nên mời người Tàu sang hại dân hại nước. Làm theo lời Mạc Ngọc Liễn, khi thấy triều Lê mạnh, Kính Cung giấu binh ở các vùng, hết sức tránh đụng độ. Ông sai Phúc vương mang gia quyến chạy trước sang Long Châu tránh rồi bản thân thoát sang sau. Năm 1596, Phan Ngạn đánh dẹp được Mạc Kính Chương, con cháu nhà Mạc lại tâu với vua Minh rằng chính quyền trong nước không phải con cháu họ Lê, vua Minh sai người sang điều tra và gây sức ép buộc nhà Lê phải trả Cao Bằng cho họ Mạc. Mùa xuân năm 1597, Thế Tông phải cùng các tướng đến ải Nam Quan theo đòi hỏi của vua Minh. Tuy vậy chiến tranh giữa hai bên vẫn thường xuyên xảy ra. Quân Lê-Trịnh nhiều lần tiến đánh phía bắc, bắt được Mạc Kính Dụng đem giết đi, tuy nhiên thế lực họ Mạc vẫn còn rất mạnh.
Ngày 7 tháng 4 năm 1599, Thế Tông hạ chiếu phong Trịnh Tùng làm Đô nguyên suý tổng quốc chính thượng phụ Bình An vương, là chức quan cao nhất trong triều, chỉ đứng sau vua. Ông lại cho xây phủ chúa ở ngay bên cạnh triều đình vua Lê; và từ đó phủ chúa trở thành nơi bàn định công việc của đất nước; triều đình chỉ còn là hư danh, vua Lê chỉ có 5000 lính túc vệ; thu thuế 1000 xã để chi dụng. Còn những việc đặt quan, thu thuế, bắt lính, trị dân, đều thuộc về quyền họ Trịnh cả. Chỉ có khi nào thiết triều hay là tiếp sứ thì mới cần đến vua mà thôi. Uy quyền họ Trịnh bấy giờ rất lớn nhưng vẫn không dám cướp ngôi vua, là vì ở phía Bắc sợ có nhà Minh sinh sự, lại có họ Mạc còn giữ đất Cao Bằng, nếu tiếm ngôi thì e quân nghịch nổi lên lấy phù Lê thảo Trịnh làm cớ.Từ đó sự nghiệp của chúa Trịnh ở Đàng Ngoài chính thức bắt đầu.

## Ngoại hình và tính cách
Vào ngày 24 tháng 12 năm 1590, đức vua Lê Thế Tông có buổi tiếp đón linh mục Pedro Ordonez người Bồ Đào Nha tại hành cung An Trường. Theo lời giám mục kể lại, nhà vua khi đó không có râu, mảnh khảnh, nước da hơi sạm và khôi phục duyên dáng, có má lóm đồng tiền. Ngài mặc áo không có cổ, tay áo rộng và cộc, cuốn khăn vành đỏ và hai tua rủ xuống. Ngài không hề tỏ ra khó chịu khi Ordonez chỉ chào bằng cách bái một bên gối trái chứ không quỳ hẳn.. Trong buổi tiệc thết đãi ngày hôm sau, vua đem người chị gái là Bà Chúa Chèm - một người có hứng thú với đạo Thiên Chúa, ra giới thiệu cho ông Giám mục. Bà Chúa Chèm về sau đã cùng 72 thị nữ của mình chịu lễ rửa tội và trở thành giáo dân công giáo.

## Qua đời
Ngày 12 tháng 10 cùng năm, Lê Thế Tông qua đời, Trịnh Tùng bàn với các quan rằng thái tử không thông minh mẫn tiệp, bèn lập con thứ là Duy Tân. Ngày 15 tháng 10, Duy Tân lên nối ngôi, tức là Lê Kính Tông.
Ông được triều thần truy tôn miếu hiệu là Thế Tông, thụy hiệu là Tích Thuần Cương Chính Dũng Quả Nghị Hoàng đế (積純剛正勇果毅皇帝). An táng tại Hoa Nhạc lăng (華岳陵).

## Gia quyến
- Thân phụ: Lê Anh Tông
- Thân mẫu: Nhuy Khanh Hoàng hậu Nguyễn Thị Ngọc (?-1591)

### Hậu Phi
| STT | Danh hiệu            | Tên         | Sinh mất | Cha | Ghi chú |
| --- | -------------------- | ----------- | -------- | --- | ------- |
| 1   | Ý Đức Nghị Hoàng hậu | Nguyễn Thị  |          |     |         |
| 2   | Ngọc Sơn Uy Phi      | Lê Thị Đoan |          |     |         |

### Hậu Duệ
| STT | Danh hiệu             | Tên                 | Sinh mất  | Mẹ                              | Ghi chú                                                         |
| --- | --------------------- | ------------------- | --------- | ------------------------------- | --------------------------------------------------------------- |
| 1   | Hoàng trưởng tử       | Lê Duy Từ           | 1580-1630 | Lê Thị Đoan                     | Năm 1623, ông dời vào làng Thanh Châu thuộc Hội An xứ Quảng Nam |
| 2   | Lê Kính Tông (黎敬宗) | Lê Duy Tân (黎維新) | 1588-1619 | Ý Đức Nghị Hoàng Hậu Nguyễn Thị |                                                                 |

| STT | Danh hiệu       | Tên                | Sinh mất | Mẹ          | Ghi chú |
| --- | --------------- | ------------------ | -------- | ----------- | ------- |
| 1   | Hoàng trưởng nữ | Lê Thị Ngọc Phương | 1581-?   |             |         |
| 2   | Hoàng nhị nữ    | Lê Thị Ngọc Địch   | 1582-?   |             |         |
| 3   | Hoàng tam nữ    | Lê Thị Ngọc Đức    | 1586-?   |             |         |
| 4   | Hoàng tứ nữ     | Lê Thị Ngọc Tham   | 1589-?   | Lê Thị Đoan |         |

## Nhận định
Sử thần Lê-Trịnh nhận xét về Lê Thế Tông trong Đại Việt Sử ký Toàn thư, qua đó cũng gián tiếp ca ngợi Trịnh Tùng, người nắm thực quyền cai trị Đại Việt trong thời kỳ đó:
| “                         | Vua tuổi còn thơ ấu, tin dùng huân thần, nên dẹp yên được kẻ tiếm nghịch, khôi phục được cơ nghiệp cũ, làm nên thái bình. Công trung hưng còn gì lớn hơn thế nữa! | ” |
| — Đại Việt Sử ký Toàn thư | |   |

## Niên hiệu
Trong thời gian ở ngôi, Lê Thế Tông đã đặt hai niên hiệu:
- Gia Thái (1573-1577)
- Quang Hưng (1578-1599)

### Trích dẫn
1. ↑  Hoa Nhạc lăng được lập tại xã Bố Vệ, huyện Đông Sơn. Tấm bia đá được dựng vào thời Minh Mạng nhà Nguyễn có khắc dòng chữ "Hoa Tung lăng" (華岳陵在東山縣布衞社，阮朝明命年間所立石碑稱為"華嵩陵"。)
2. 1 2  Đại Việt sử ký toàn thư (2009), quyển XVII, tr. 861-62.
3. 1 2  
Khâm định Việt sử Thông giám Cương mục, Quyển XXIX, tr. 660.
4. ↑  Việt Nam sử lược, Quyển II, tr. 21.
5. 1 2 3  Đại Việt sử ký toàn thư (2009), quyển XVII, tr. 863.
6. ↑  Đại Việt sử ký toàn thư (2009), quyển XVII, tr. 864-65.
7. 1 2  Đại Việt sử ký toàn thư (2009), quyển XVII, tr. 866.
8. ↑  
Khâm định Việt sử Thông giám Cương mục, Quyển XXIX, tr. 662.
9. ↑  Quốc sử quán triều Nguyễn 1998, tr. 661-665.
10. ↑  Nhiều tác giả 1993, tr. 625.
11. ↑  Quốc sử quán triều Nguyễn 1998, tr. 665.
12. ↑  Nhiều tác giả 1993, tr. 627.
13. ↑  Quốc sử quán triều Nguyễn 1998, tr. 667.
14. ↑  Nhiều tác giả 1993, tr. 628.
15. ↑  Quốc sử quán triều Nguyễn 1998, tr. 668.
16. ↑  Nhiều tác giả 1993, tr. 628-629.
17. 1 2  Nhiều tác giả 1993, tr. 630.
18. ↑  Quốc sử quán triều Nguyễn 1998, tr. 670.
19. ↑  Nhiều tác giả 1993, tr. 632.
20. ↑  Quốc sử quán triều Nguyễn 1998, tr. 672.
21. ↑  Nhiều tác giả 1993, tr. 633.
22. ↑  Quốc sử quán triều Nguyễn 1998, tr. 673.
23. ↑  Nhiều tác giả 1993, tr. 634.
24. 1 2  Nhiều tác giả 1993, tr. 636.
25. ↑  Quốc sử quán triều Nguyễn 1998, tr. 675-76.
26. ↑  Nhiều tác giả 1993, tr. 637.
27. 1 2  Quốc sử quán triều Nguyễn 1998, tr. 677.
28. 1 2  Nhiều tác giả 1993, tr. 638.
29. ↑  Quốc sử quán triều Nguyễn 1998, tr. 678.
30. ↑  Quốc sử quán triều Nguyễn 1998, tr. 678-679.
31. ↑  Nhiều tác giả 1993, tr. 646.
32. ↑  Nhiều tác giả 1993, tr. 648.
33. ↑  Nhiều tác giả 1993, tr. 653-54.
34. ↑  Việt Nam sử lược, quyển II, Tự chủ thời đại, chương III
35. ↑  Nguyễn Hồng 1959, tr. 43.
36. ↑  Nhiều tác giả 1993, tr. 654.
37. ↑  Quốc sử quán triều Nguyễn 1998, tr. 680.